# Neuropeltis alnifolia
Neuropeltis alnifolia är en vindeväxtart som beskrevs av J. Lejoly och S. Lisowski. Neuropeltis alnifolia ingår i släktet Neuropeltis och familjen vindeväxter. Inga underarter finns listade i Catalogue of Life.